# Parapleuropholis
Parapleuropholis är ett utdött släkte av förhistoriska benfiskar som levde under äldre jura (Toarcian epok).